# 扬内·尼斯卡拉
扬内·尼斯卡拉（芬蘭語：Janne Niskala，1981年9月22日—），芬兰男子冰球运动员。他曾代表芬兰参加2010年冬季奥林匹克运动会冰球比赛，获得一枚铜牌。他也曾获得2011年世界男子冰球锦标赛冠军。